# Helinium
Cet article possède des paronymes, voir Helenium et Hélonium.
 (septembre 2012).
Si vous disposez d'ouvrages ou d'articles de référence ou si vous connaissez des sites web de qualité traitant du thème abordé ici, merci de compléter l'article en donnant les références utiles à sa vérifiabilité et en les liant à la section « Notes et références ».
Le terme Helinium désignait, à l'époque de l'Empire romain, l'estuaire conjugué des trois fleuves, le Rhin, l'Escaut et la Meuse dont les contours et les méandres étaient peu précis.
Entre le Rhin au nord et l'Escaut au sud, la Meuse et le Waal se jettent ensemble dans la mer par un large estuaire entre Hellevoetsluis et Naaldwijk.
C'est actuellement la Zélande.
Il était sous la gouvernance de la province de Germanie inférieure et était habité par le peuple des Frisiavons dont la ville de Ganuenta — proche de l'actuelle Colijnsplaat — était la capitale de cette civitas.

## Toponymie
- Cité par Pline l'Ancien, Hist. Nat.. 4, 15 : Flenio TP 1,2.

Autre orthographe
- Hellinium, Elinium, Helinum, Helium

Signification obscure
- Gallois heledd, hêl,
- Cornouaille: •heyl,
- Néerlandais: hel-, zeelt’, 37-39
- Vieux Celte • sel[1];

Ce nom a été utilisé jusqu'après le Moyen Âge.

## Appellation
Helinium est la désignation hollandaise d'un nom qui n'a été transmis qu'une seule fois dans la littérature romaine. Pline l'Ancien a qualifié la Meuse d'Helinium : dans son Naturalis historia, il mentionne  Helinium et Flevum, entre lesquelles se trouvent les îles des Bataves. Cependant, Helinium ainsi que Flevum ont été utilisés par lui sous la forme fléchie de l'accusatif : ... , Marsaciorum, quae sternuntur inter Helinium ac Flevum, de sorte que les noms latins linguistiquement corrects de ces estuaires sont respectivement les nominatifs Helinius, Flevus.